# Operacja brytyjska w Dardanelach
Operacja brytyjska w Dardanelach miała miejsce w roku 1807 podczas wojny angielsko-tureckiej 1807–1809. 
W lutym 1807 r. angielska eskadra dowodzona przez wiceadmirała Johna Duckwortha licząca 8 okrętów liniowych, 2 fregaty, 2 korwety i 2 galioty wpłynęła do Cieśniny Dardanelskiej, po czym skierowała się ku Yesikoy, podejmując rokowania z sułtanem tureckim, od którego zażądano przerwania wojny z Rosją. W wyniku przeciągających się bezowocnych rozmów, Duckworth zdecydował się na opuszczenie akwenu. W trakcie ponownego przekraczania Dardaneli okręty angielskie zostały ostrzelane z dział fortowych i artylerii nadbrzeżnej. Na dno poszły dwie korwety, kilka okrętów poważnie uszkodzono. Łączne straty podczas operacji dardanelskiej wyniosły 741 zabitych i rannych Brytyjczyków.
Źródło
- Zygmunt Ryniewicz: Leksykon bitew świata, Wyd. Almapress, Warszawa 2004.